# 맥스MP3
맥스MP3(Maxmp3→맥스엠피쓰리, 맥스엠피스리)는 음악 스트리밍 및 음악 파일 다운로드 서비스를 제공하던 웹사이트이다.

## 역사
맥스MP3는 2000년 6월 서비스를 시작하였으며, 2003년 7월 1일부터 유료화되었다. 2005년 12월 포이보스에게 인수되었으며, 2006년 4월 GM기획과 함께 주식교환 방식으로 메디오피아를 통해 코스닥에 우회상장되었다. 같은 해 7월 포이보스는 자사가 가진 GM기획과 맥스MP3 주식을 메디오피아 주식과 교환하여 메디오피아의 최대주주가 되었고, 같은 달 CJ가 유상증자를 통해 다시 메디오피아의 최대주주가 되었다. 2006년 10월 맥스MP3는 CJ 계열사인 엠넷닷컴과 통합되었다.

## 맥스차트
맥스MP3의 온라인 주간 차트로 스트리밍 클릭수와 MP3 다운로드 건수를 근거로 순위를 선정하며, 부정을 방지하기 위해 아이디와 IP 주소를 인식하여 중복을 막는다.